# Bruder-System der Roten Khmer

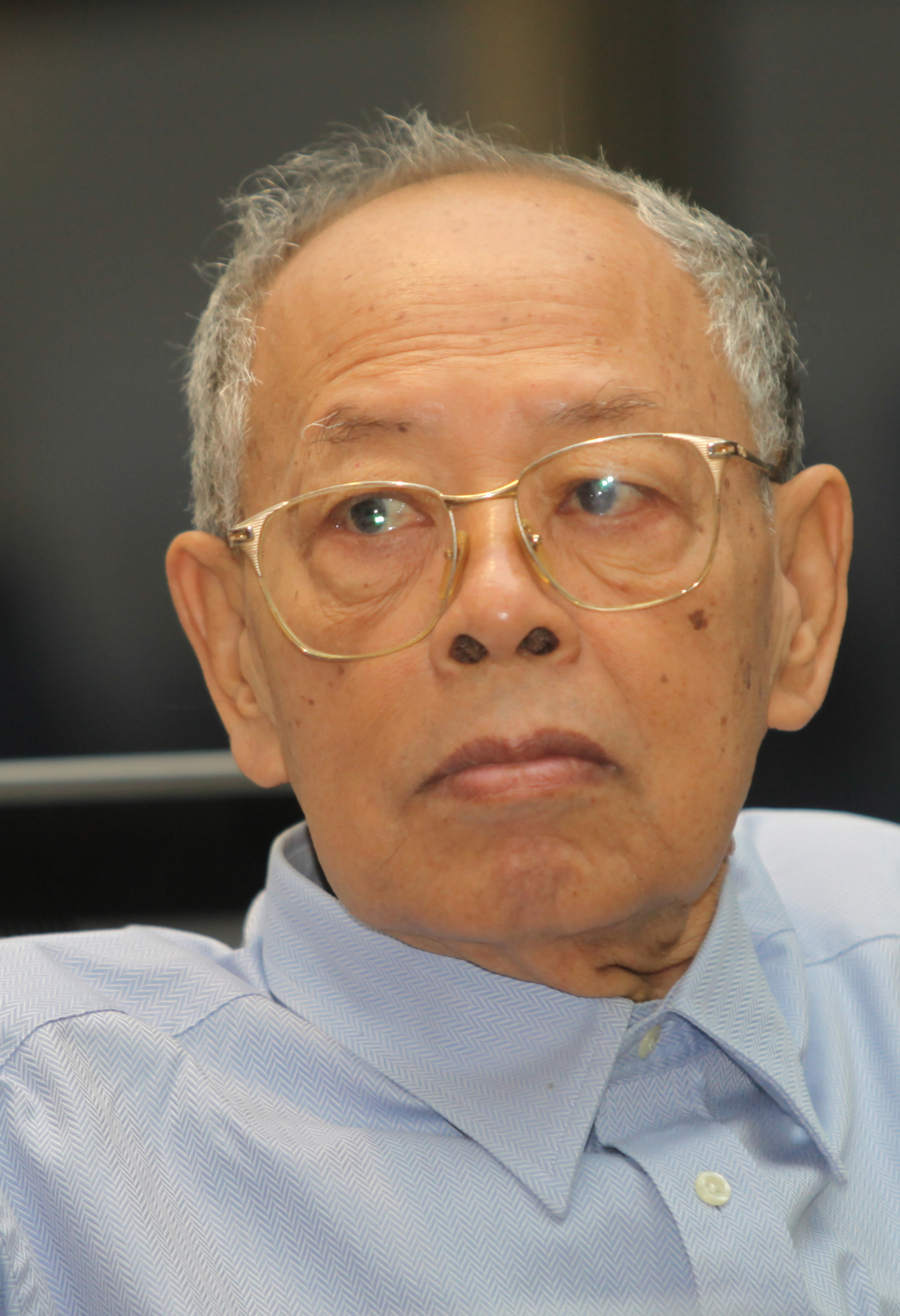
Ieng Sary (Bruder Nr. 3)

Das Bruder-System der Roten Khmer (engl. Brother System of the Khmer Rouge) war ein von der Organisation der Kommunistischen Partei Kambodschas (besser bekannt unter  Rote Khmer) zur Bezeichnung von Personen verwendetes System, welches  neben den offiziellen Titeln existierte und womit die Bedeutung des Einzelnen in der Hierarchie der Partei gekennzeichnet wurde. Die genannte marxistisch-leninistische Partei existierte während der meisten Zeit ihres Bestehens im Untergrund und Geheimhaltung war der Schlüssel zu dem, was als Angkar („die Organisation“) bekannt wurde. So bestand der innere Zirkel nur aus den vertrauenswürdigsten Mitgliedern. Dieses System änderte sich im Laufe der Zeit, aber die ursprünglichen Bezeichnungen haben sich bis heute gehalten, selbst nach dem Tod der bezeichneten Personen. Pol Pot war darin „Bruder Nummer 1“, und verschiedene andere Personen wie Ta Mok wurden mit dem Ehrentitel „Bruder“ angesprochen.

## Übersicht
Die folgende Übersicht erhebt keinen Anspruch auf Aktualität oder Vollständigkeit:

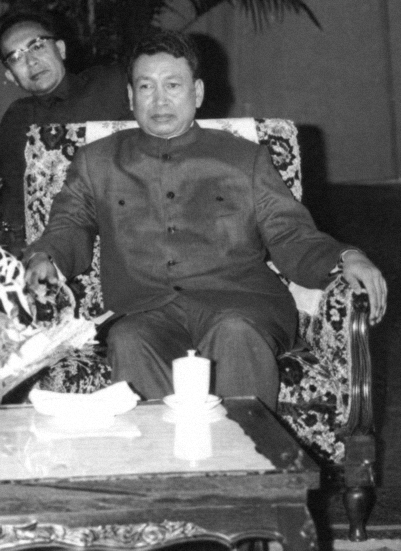
Pol Pot (1978)

- Bruder Nr. 1 – Pol Pot. Er war der Anführer der Roten Khmer fast von Anfang an bis zu seinem Tod 1998, obwohl er mehrmals offiziell zurücktrat. Er war Organisator der Killing Fields und starb unter  unklaren Umständen in Anlong Veng.
- Bruder Nr. 2 – Nuon Chea. Als Generalsekretär der Kommunistischen Partei Kampucheas während der Schreckensherrschaft der Demokratischen Kampuchea war er nach Pol Pot der zweitwichtigste Mann. Der in Thailand ausgebildete Jurist hielt den Roten Khmer bis zum Schluss die Treue und wurde erst 1998 gefangen genommen. Im Jahr 2014 wurde er wegen Verbrechen gegen die Menschlichkeit zu lebenslanger Haft verurteilt und starb 2019.
- Bruder Nr. 3 – Ieng Sary. Er war ein Gründungsmitglied der Roten Khmer und offiziell zumindest das drittwichtigste Mitglied von Angkar. Seine Ausbildung erhielt er in Paris und war der Gründer des marxistischen Zirkels in Paris. Er war ein Schwager von Pol Pot, Außenminister des Demokratischen Kampuchea während dessen kurzer Existenz und zusammen mit seiner Frau ein aktives Mitglied des inneren Führungskreises. Im Jahr 1996 lief er zu den Regierungstruppen über und übergab Pailin zurück an die Regierung. Im Jahr 2006 wurde er verhaftet, während er in Phnom Penh ein recht opulentes Leben führte. Er wurde des Völkermords angeklagt und starb schließlich 2013 im Gefängnis.
- Bruder Nr. 4 – Ta Mok. Er war Leiter des militärischen Flügels der Roten Khmer (der anti-französischen Bewegung Khmer Issarak). Es ist bekannt, dass er an zahlreichen Säuberungen beteiligt war und während der Diktatur weiterhin Massaker an ganzen Dörfern verübte (wobei eine Zahl von 30.000 Toten allein im Bezirk Angkor Chey kursiert), was ihm den Spitznamen „der Schlächter“ einbrachte. Er war der letzte Führer der Roten Khmer und ihres letzten Staates.  Er wurde 1999 verhaftet und starb 2006 in der Haft.
- Bruder Nr. 5 – Khieu Samphan. Er war Doktor der Wirtschaftswissenschaften, ausgebildet in Paris, wo er von Ieng Sary den Vorsitz des marxistischen Zirkels übernahm. Der Parlamentsabgeordnete und bekannte Linksoppositionelle der 1960er Jahre war das sanfte öffentliche Gesicht der Roten Khmer. Er diente unter verschiedenen Regierungen von König Sihanouk, bevor er Staatschef des Demokratischen Kampuchea wurde. Die Roten Khmer verließ er 1998.
- Bruder Nr. 89 – Son Sen. Dies war seine offizielle Nummer laut den Akten. Lehrer, Ausbildung in Paris, wo er Mitglied des marxistischen Zirkels war. Im Demokratischen Kampuchea  war er für die Nordostzone verantwortlich, später Verteidigungsminister des Demokratischen Kampuchea und eine wichtige Kraft in der Rebellenregierung bis kurz vor dem Ende der Roten Khmer. Er war in einen internen Machtkampf verwickelt, der 1996 zu seiner Hinrichtung (zusammen mit seiner Familie) unter dem Befehl von Pol Pot führte. Als er starb, war er offiziell zumindest die zweitmächtigste Person der Roten Khmer. Sein Tod führte dazu, dass Ta Mok die vollständige Kontrolle über die Organisation erlangte.